# Мин-ди (Южная Ци)
Мин-ди (кит. 明帝; 452—498) — китайский император династии Южная Ци (南齊) периода Южных и Северных династий. Занял трон в 494 году и правил четыре года. Личное имя Сяо Луань (кит. 蕭鸞, псевдоним Цзинци (景栖), прозвище Сюаньду (玄度); происходил из рода Сяо.
Мин-ди был племянником основателя династии, Гао-ди, позднее во время правления его внука Сяо Чжаое он стал премьер-министром. Видя, что тот не способен управлять страной и предчувству преследования со стороны императора, Сяо Луань организовал переворот и убил императора. На трон был поставлен на короткое время Сяо Чжаовэнь, брат убитого императора, но потом он был также смещён, и Сяо Луань взошёл на трон под именем Мин-ди.
Историки характеризуют его как точного, требовательного и достаточно скромного правителя, однако осуждают его жестокость (см. ниже).

## Характеристика правления
Будучи в должности премьер-министра, он сконцентрировал управление страной в своих руках, и поочерёдно сместил двух несовершеннолетних императоров, а также казнил 13 сыновей предыдущих императоров. При этом он отдавал распоряжения от имени вдовствующей императрицы, которая поочерёдно признала обоих императоров слабоумными и неспособными к управлению.
Заняв трон, он стал усердно заниматься управлением страной. Он при этом обладал подозрительностью, и высшие чиновники чувствовали себя постоянно в напряжении. 
Будучи уже императором, он продолжал поочерёдно казнить сыновей предыдущих правителей, освобождая трон для своих потомков. Перед каждой такой казнью он воскуривал благовония перед покойными монархами и сильно плакал, выпрашивая прощение. Всего в дополнение к предыдущим 13 сыновьям он казнил ещё 10 сыновей Гао-ди и У-ди.
Второй его сын Сяо Баоцзюань был сделан престолонаследником, старший его сын Сяо Баои (蕭寶義) считался неполноценным и не мог говорить, он был при этом сыном от предыдущей жены, которая умерла до вступления Мин-ди на трон.  Он также заботился о своих племянниках.
Отстранив императора Сяо Чжаовэня, он присвоил ему титул принца, а через месяц, якобы для лечения, подослал к нему доктора, который его отравил.  Бывший император был похоронен с большими почестями, но полагающимися только принцу, но не императору.
В 494 император Северной Вэй Сяовэнь-ди воспользовался фактом узурпации трона чтобы напасть на Южную Ци. Прошло несколько битв, но к весне 495 северяне прекратили атаки без результатов. После войны генерал Сяо Чэнь, товарищ Мин-ди по перевороту и занятию трона, а также все его братья были казнены по подозрению в заговоре. 
Казня очередных потомков предыдущих императоров и чиновников, он каждый раз формулировал им конкретные обвинения, в частности в подготовке заговора совместно с Сяо Чэнем.
Осенью 487 Северная Вэй начала новую войну, война тоже не принесла особых результатов, однако северянам удалось занять стратегический пограничный город Ванчэн (宛城, там где современный город Наньян, Хэнань).
Летом 498 отставной генерал Ван Цзинцзэ (王敬則), опасаясь казни, поднял мятеж, привлекая на свою сторону одного из потомков прежних императоров Сяо Цзыкэ.  В результате Мин-ди созвал к себе оставшихся потомков императоров У-ди и Гао-ди и был готов их отравить, но Сяо Цзыкэ сам приехал в столицу и показал, что он не причастен к мятежу, отчего Мин-ди сменил гнев на милость и отпустил арестованных. Через три недели мятежный генерал Ван был убит в сражении.
Через три месяца Мин-ди умер, и на трон вступил его сын Сяо Баоцзюань.

## Эры правления
- Цзянъу (建武 jiàn wǔ) 494-498
- Юнтай (永泰 yǒng tài) 498